# Lipoglav
Lipoglav – wieś w Słowenii, w gminie Slovenske Konjice. W 2018 roku liczyła 235 mieszkańców.